# 미친거니
미친거니(Going Crazy)는 대한민국의 가수 송지은의 솔로 데뷔 싱글 음반이다. 2011년 3월 3일 TS 엔터테인먼트를 통해 디지털 싱글로 발매되었다. 이 노래는 지은의 더 어두운 면을 보여주고 있다.
노래는 강지원과 김기범이 작사하고 프로듀싱했다.

## 곡 목록
| #            | 제목                                      | 재생 시간 |
| ------------ | ----------------------------------------- | --------- |
| 1.           | 〈미친거니〉 (Going Crazy)                | 3:50      |
| 2.           | 〈미친거니 (Instrumental)〉 (Going Crazy) | 3:50      |
| 총 재생 시간 | 총 재생 시간                              | 7:40      |